# Владан Груїч
Владан Груїч (босн. Vladan Grujić, нар. 17 травня 1981, Баня-Лука, СФРЮ) — колишній боснійський футболіст, що грав на позиції півзахисника, флангового півзахисника. Виступав за національну збірну Боснії і Герцеговини.

## Клубна кар'єра
У дорослому футболі дебютував 1998 року виступами за команду клубу «Борац» (Баня-Лука), в якій провів один сезон, взявши участь у чотирьох матчах чемпіонату.
Згодом з 1999 по 2004 рік грав у складі команд клубів «Обилич» та «Црвена Звезда».
Своєю грою за останню команду привернув увагу представників тренерського штабу клубу «Кельн», до складу якого приєднався 2004 року. Відіграв за кельнський клуб наступний сезон своєї ігрової кар'єри.
Протягом 2005—2015 років захищав кольори клубів «Аланія», «Літекс», «Сараєво», «Мосс», «Лакташі», «Пафос», «Аріс» та «Борац» (Баня-Лука).
Завершив професійну ігрову кар'єру у клубі «Вождовац», за команду якого виступав протягом 2015—2016 років.

## Виступи за збірну
2002 року дебютував в офіційних матчах у складі національної збірної Боснії і Герцеговини. Протягом кар'єри у національній команді, яка тривала п'ять років, провів у формі головної команди країни 23 матчі.